# Наково
Наково (серб. Наково, угор. Felsőhegy) — село в Сербії, належить до общини Кікинда Північно-Банатського округу в багатоетнічному, автономному краю Воєводина. Розташоване в історико-географічній області Банат. 

## Населення

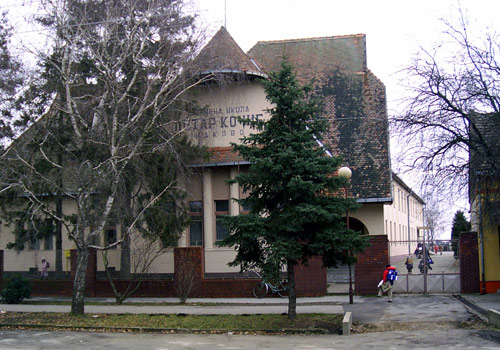
Школа

Населення села становить 2434 особи (2002, перепис), з них:
- серби — 2301 — 95,12%;
- югослави — 46 — 1,90%;

Решту жителів  — з десяток різних етносів, зокрема: хорвати, чорногорці, мадяри і кілька русинів-українців.